# Irene Steer
Irene Steer (Cardiff, 10 agosto 1889 – Cardiff, 18 aprile 1977) è stata una nuotatrice britannica.
Ha vinto la medaglia d'oro olimpica nel nuoto alle Olimpiadi 1912 svoltesi a Stoccolma, in particolare nella staffetta 4×100 metri stile libero femminile insieme a Isabella Moore, Jennie Fletcher e Annie Speirs.
È una delle tre donne gallesi ad aver vinto la medaglia d'oro olimpica. Le altre due sono Nicole Cooke (ciclismo, 2008) e Jade Jones (taekwondo, 2012).